# نادي كايوس للحاسوب
نادي كايوس للحاسوب (بالإنجليزية: Chaos Computer Club، كايوس كومبيوتر كلوب أو CCC)‏ هو أكبر تجمع لقراصنة الكمبيوتر، الهاكر، في العالم. مركزه في ألمانيا ومنتشر في العديد من البلدان الناطقة بالألمانية. تعتبر كايوس نفسها بأنها «مجتمع كوني لي شكل حي، لا يأخذ أي اعتبار للسن، أوالجنس أو العِرق أو التوجه المجتمعي تسعى جاهدة عبر الحدود من أجل حرية نشر المعلومات...» بشكل عام، يدعو كايوس لمزيد من الشفافية في الحكومة، لحرية الشخص في الحصول على المعلومات، ولحق الإنسان في الاتصال. تدعم مبادئ أخلاقيات الهاكر كما يجاهد النادي أيضا لإيصال أجهزة الكمبيوتر والبنية التحتية التكنولوجية المجانية للجميع.

## التاريخ
أسس النادي واو هولندوأخرين في برلين في 12 سبتمبر 1981 حول طاولة تابعة لكوميوني 1 في إحدى غرف جريدة تكيزيوتنغ Tageszeitung تحسبا للدور البارز الذي سوف تلعبه تكنولوجيا المعلومات في الطريق الناس العيش والتواصل.
ذاع صيت كايوس عندما أودع 134000 مارك في بنك هامبورغ لحساب النادي ومنثم تم إرجاع المال في اليوم التالي أمام الصحافة. مما لفت انتباه الجمهور إلى الثغرات الأمنية في شبكة الكمبيوتر الألمانية بيلدشيرمتيكست.
في عام 1989، تم القبض على مجموعة من القراصنة الألمان، برئاسة كارل كوخ العضو في النادي، بتهمة التجسس الإلكتروني لاختراقهم أجهزة حواسيب الحكومة الأمريكية وباعوا شفرة مصدر أنظمة التشغيل إلى جهاز المخابرات السوفياتية (كي جي بي).
العديد من مآثر النادي موثقة في ورقة حررها المحقق الأوروبي الرئيسي التابع لشركة المعدات الرقمية الرائدة حين نحث في أنشطة التادي في الثمانينيات والتسعينيات. وتشمل هذه الأبحاث الاحتجاجات التي قام بها النادي ضد التجارب النووية الفرنسية ومشاركة بعض أعضاء النادي مع حزب الخضر الألماني.

## فعاليات النادي
يستضيف النادي المجلس السنوي لفوضى الاتصالات، وهو أكبر تجمع للقراصنة، الهاكر، أوروبا. ومرة كل أربع سنوات، يقيم مخيم اتصالات الفوضى في الهواء الطلق للقراصنة في جميع أنحاء العالم.
وبدأ النادي مؤتمرا سنويا جديدا بتسمية سيغنت (بالإنجليزية: SIGINT)‏ في أيار/مايو في كولونيا، ألمانيا.
كما يقيم ورش عمل في عطلة عيد الفصح باسم إيستيرهيج (بالإنجليزية: Easterhegg)‏.
كما يشارك أعضاء النادي في مختلف المؤتمرات التكنولوجية والسياسية حول العالم.

## المنشورات
ينشر النادي مجلة فصلية باسم «داتينشليودير» (منجنيق البيانات) منذ عام 1984, كما يبث مركز النادي في برلين برنامج حواري إذاعي يسمى كايوسراديو والذي يعالج مواضيع التقنية والسياسية المختلفة خلال مدة ساعتين. وهناك أيضا العرضية بودكاست المسمات إكسبريس كايوسراديو وبرامج إذاعية أخرى تقدمها بعض «مجموعات كايوس» الإقليمية.

## أعضاء
من أشهر أعضاء النادي واو هولندا وهو أحد المؤسسين، وأندي مولر-ماجن، الذي كان عضوا في مجلس إدارة ICANN الأوروبية للمديرين، وكارل كوخ، الذين كان من أشهر جواسيس القرصنة خلال الحرب الباردة ووثقت أعماله في العمل السينمائي 23.

## الوصلات الخارجية
- الموقع الرئيسي
- سي سي سي مدونة الأحداث
- تشاوسراديو بودكاست شبكة
- «نادي كايوس» المتسللين 'ليكن عندك ضميرا'، بي بي سي نيوز، 11 فبراير 2011